# (1154) Astronomia
(1154) Astronomia – planetoida należąca do zewnętrznej części pasa głównego asteroid okrążająca Słońce w ciągu 6 lat i 88 dni w średniej odległości 3,39 au. Została odkryta 8 lutego 1927 roku w Landessternwarte Heidelberg-Königstuhl w Heidelbergu przez Karla Reinmutha. Nazwa planetoidy pochodzi od astronomii, nauki o ciałach niebieskich, ich budowie, ruchach, pochodzeniu i ewolucji. Przed nadaniem nazwy planetoida nosiła oznaczenie tymczasowe (1154) 1927 CB.